# Metrobio
Metrobio (en griego antiguo: Μητρόβιος; vivió en el siglo I a. C.) fue un actor y, al parecer, también un cantante talentoso. En la República Romana, se decía que era el amante de Lucio Cornelio Sila Félix, el famoso general y dictador. Plutarco menciona dos veces a Metrobio en sus Vidas paralelas, desaprobando claramente su relación con Sila. Los extractos donde se le menciona son los siguientes:
"Fue esta laxitud, según parece, lo que produjo en él [Sila] una propensión enfermiza a la indulgencia amorosa y una voluptuosidad desenfrenada, de la que no se abstuvo ni siquiera en su vejez, sino que continuó su amor juvenil por Metrobio, un actor."
"Sin embargo, aunque él [Sila] tenía una esposa así en casa, él se juntaba con actores, arpistas y gente de teatro, bebiendo con ellos en los sofás todo el día. Porque estos eran los hombres que ahora ejercían mayor influencia sobre él: Roscio el comediante, Sorex el arquimimo y Metrobio el imitador de mujeres, por quienes, aunque ya pasó su mejor momento, continuó amando apasionadamente hasta el último momento, y no lo negó".
Aunque no está clara la duración de la relación sexual entre Metrobio y Sila, este último tuvo otras parejas durante su carrera, pero siguió siendo amigo cercano de Metrobio hasta su retiro.

## En ficción
En la serie de ficción histórica Masters of Rome, de Colleen McCullough, el adolescente Metrobio es el amante de Sila en algún momento y luego su cliente. Abandona los escenarios para acompañar al ex dictador Sila a su retiro en el año 79 a. C.
En la novela Spartacus (1874) de Raffaello Giovagnoli, un actor llamado Metrobio escucha accidentalmente una conversación sobre el complot de un gladiador e informa a Julio César al respecto.